# Стробилурины
Стробилурины — группа химических соединений, которые в сельском хозяйстве используются как фунгициды. Они относятся к большой группе Qout-ингибиторов, которые блокируют комплекс III в дыхательной цепи переноса электронов - блокируют перенос убихинона с внешней стороны мембраны.
К стробилуринам относятся азоксистробин, крезоксим-метил, пикоксистробин, флуоксастробин, оризастробин, димоксистробин, пираклостробин и трифлоксистробин.
Стробилурины represented a major development in fungus-based fungicides. Первые стробилурины были выделены из гриба Strobilurus tenacellus. Они подавляли рост других грибов, снижая конкуренцию за питательные вещества; происходило подавления транспорта электронов в митохондриях, что проводило в нарушению метаболизма и прекращению роста грибов.
Стробилурины в большинстве своём контактные фунгициды с большим временем действия. Они поглощаются кутикулой и не могут транспортироваться дальше.

## Галерея стробилуриновых структур

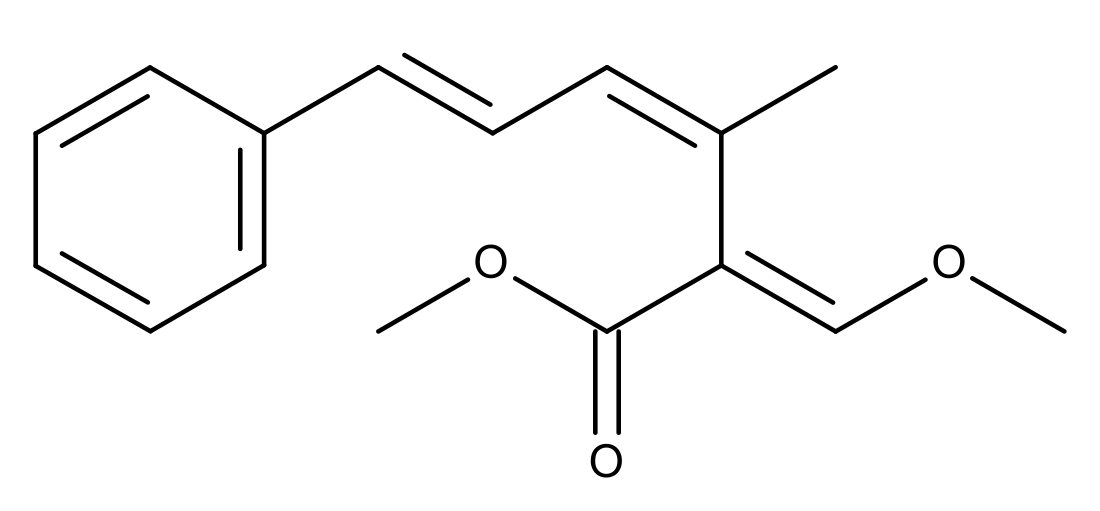
Стробилурин A
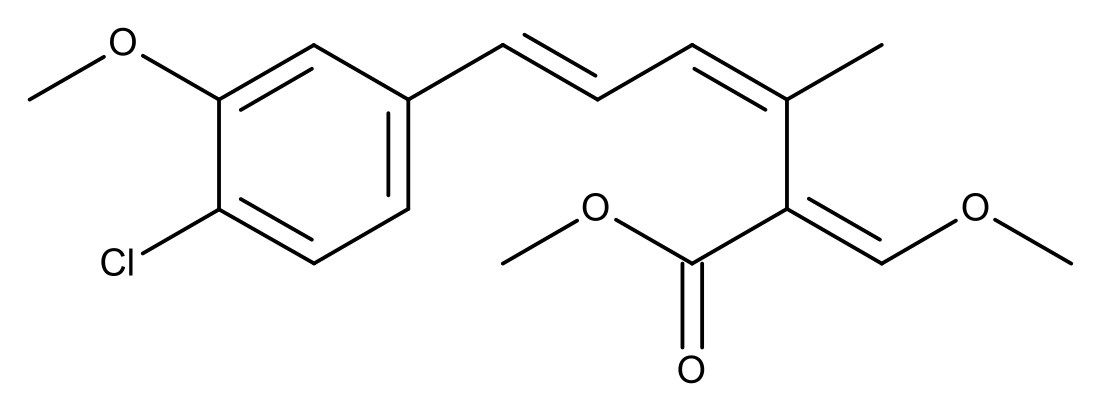
Стробилурин B
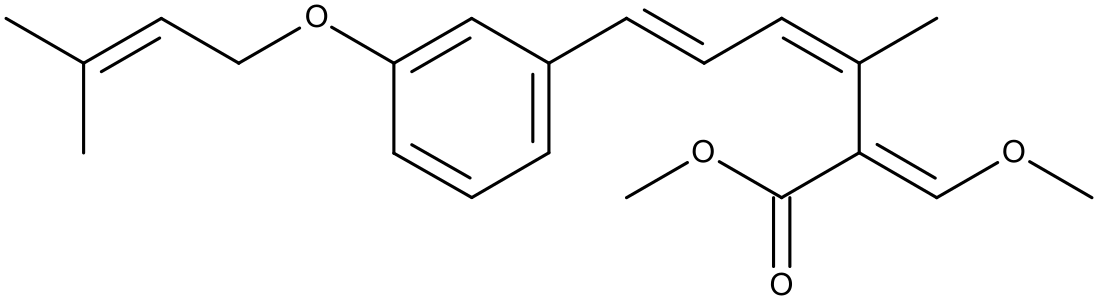
Стробилурин C
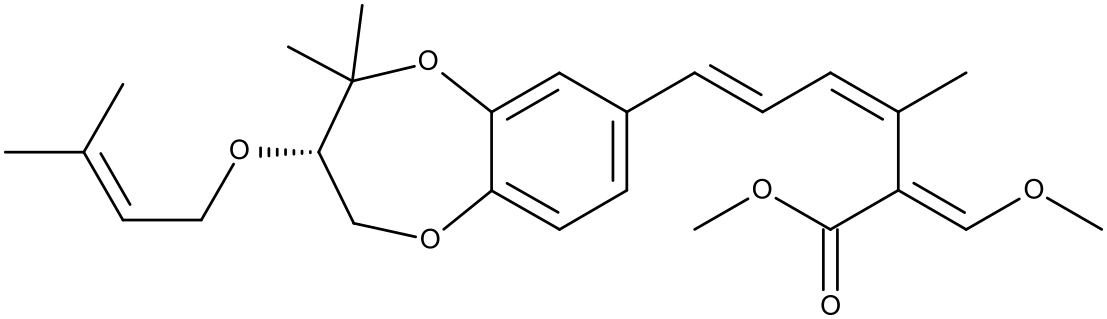
Стробилурин D
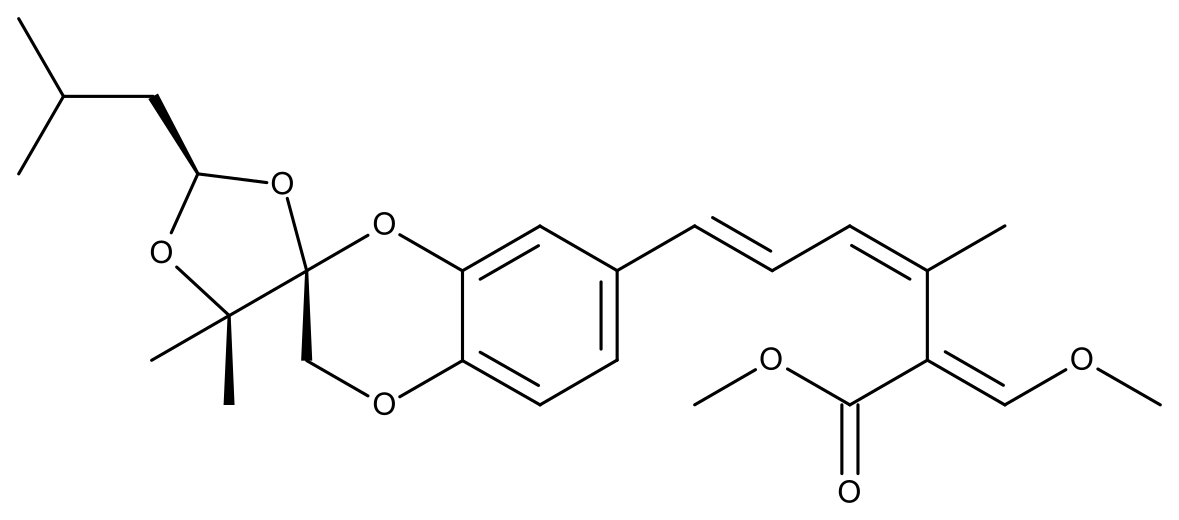
Стробилурин E
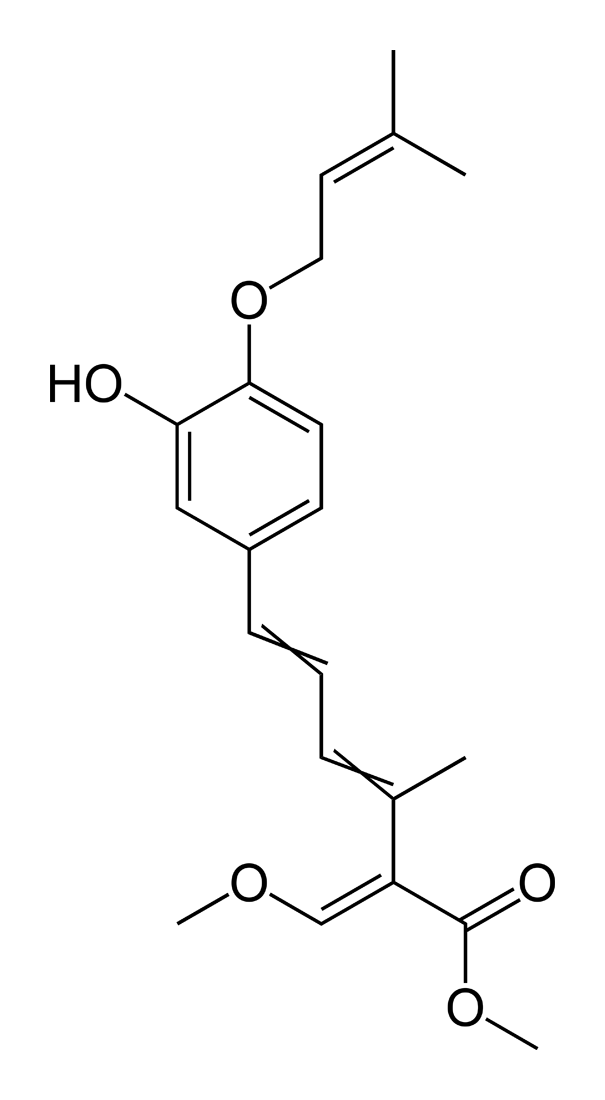
Стробилурин F
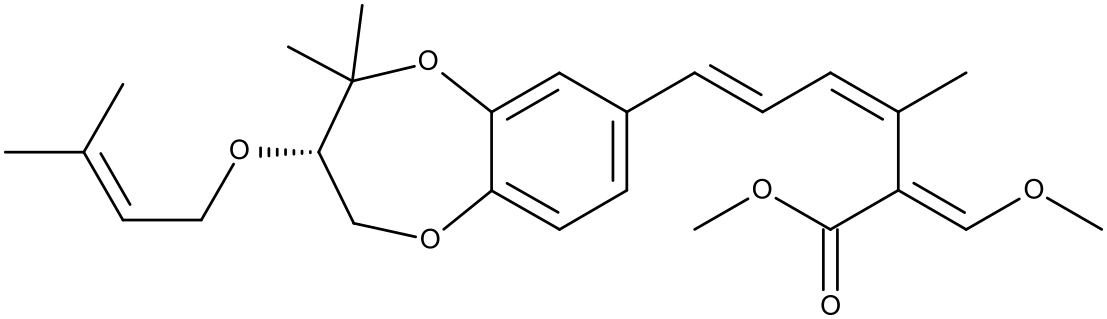
Стробилурин G
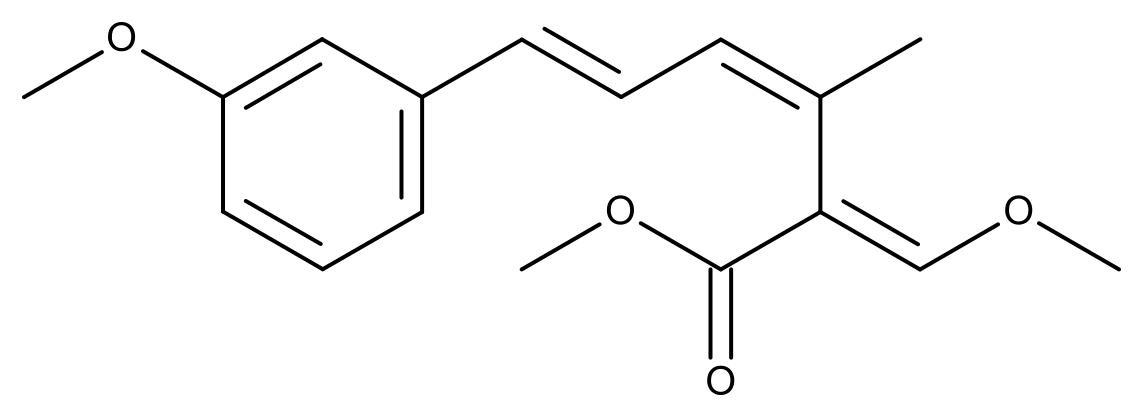
Стробилурин H
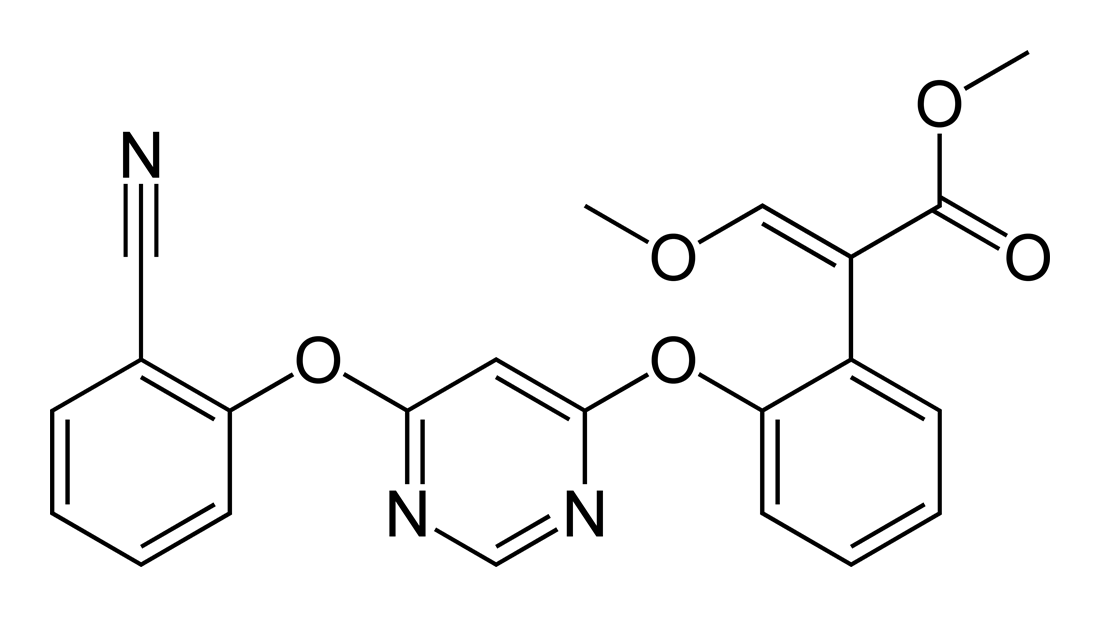
Азоксистробин
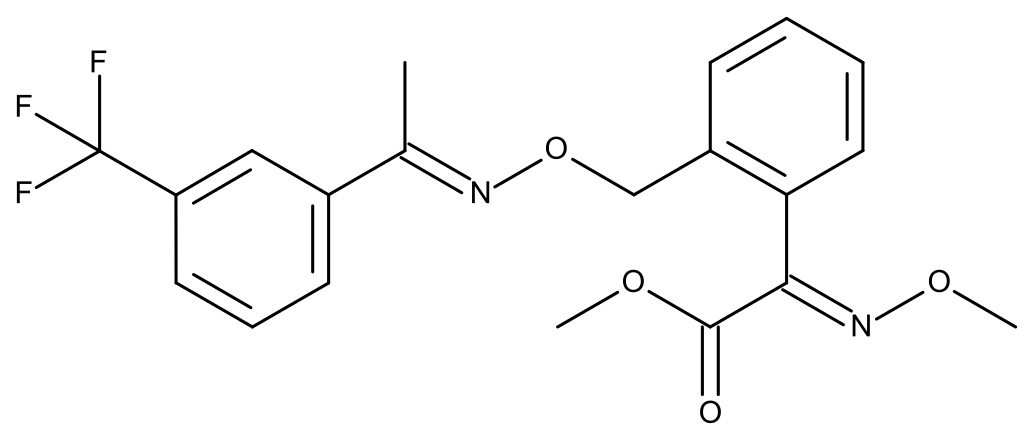
Трифлоксистробин
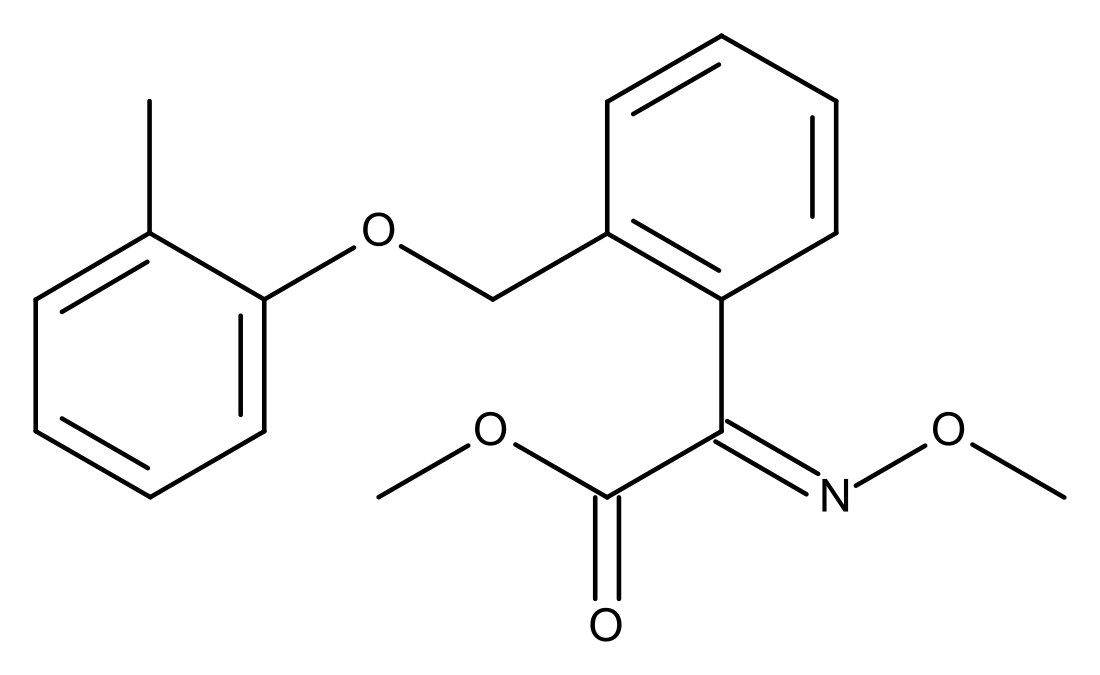
Крезоксим-метил